# Harold Barron
Harold Barron, född 29 augusti 1894 i Berwyn i Pennsylvania, död 5 oktober 1978 i San Francisco, var en amerikansk friidrottare.
Barron blev olympisk silvermedaljör på 110 meter häck vid sommarspelen 1920 i Antwerpen.